# Haapsalui repülőtér
A Haapsalui repülőtér (észtül: Haapsalu lennuväli) vagy Kiltsi repülőtér szovjet katonai repülőtér volt Észtországban. Haapsalu várostól délnyugatra 4 km-re, Kiltsi falu mellett helyezkedik el. 1939-bel létesítették, 1992-ben bezárták, azóta használaton kívül van. A 8 km² területű, 2500 m-es betonozott kifutópályájával rendelkező repülőteret a Szovjet Légierő használta.

## Története
A repülőteret 1939-ben, a Szovjetunió által Észtországra kényszerített „kölcsönös segítségnyújtási egyezmény” megkötését követően létesítette a Vörös Hadsereg az egykori Ungru uradalom területén. A napjainkban már romos állapotú Ungern-kastély is a repülőtér területére esett. A repülőtér eredetileg szilárd burkolat nélküli, füves kifutópályával rendelkezett.
A repülőtéren 1940 júniusától a Vörös Légierő 35. gyorsbombázó-repülőezrede állomásozott 50 darab SZB gyorsbombázóval. Ezt az ezredet 1940 októberében áttelepítették a tartui repülőtérre. Helyére 1940 decemberében az 50. gyorsbombázó-repülőezred érkezett, amely az 1941. júliusi német támadás után áttelepült Jelgava mellé.
A haapsalui repülőtéren a második világháború alatt német repülőtér-parancsnokság működött, de katonai cselekmények nem ismertek. A háború utolsó időszakában, 1945. január 7-én érkezett a repülőtérre a Jak–9-es vadászrepülőgépekkel felszerelt 14. vadászrepülő-gárdaezred, amely a 275. vadászrepülő hadosztály kötelékébe tartozott. Az ezredet 1951-ben átfegyverezték MiG–15-ös vadászrepülőgépekre. A 14. vadászrepülő gárdaezredet 1957. augusztus 15-től áttelepítették Magyarországra, a Kalocsai repülőtérre és betagolták a Déli Hadseregcsoporthoz tartozó 36. légi hadseregbe. Ezzel közel egyidőben a haapsalui repülőtérre a Németországban állomásozó 123. vadászrepülő hadosztály állományába tartozó, MiG–17-es vadászrepülőgépekkel felszerelt 417. vadászrepülő ezred települt, amelyet a Balti Katonai Körzet szervezetébe tartozó 30. légi hadsereg alárendeltségébe helyeztek.
1967–1969 között a repülőteret korszerűsítették. Ekkor egy 2500 m-es beton kifutópálya készült és 28 megerősített repülőgép-fedezéket építettek. A felújított repülőtérre a 425. vadászrepülő ezred települt, amely a MiG–19-es vadászrepülőgép többféle változatát üzemeltette, majd 1977-ben átfegyverezték MiG–23M és MiG–23MLD (összesen 38 darab) vadászrepülőgépekre.
A Szovjetunió felbomlása és Észtország függetlenségének visszaállítása után a haapsalui repülőtéren állomásozó ezredet kivonták, a repülőteret 1993-ban Oroszország átadta Észtországnak. A repülőteret ezt követően már nem használták eredeti funkciójában.
A repülőtér napjainkban az észt Védelmi Szövetség (Kaitseliit) kezelésében van. A repülőtér engedéllyel látogatható (hétfőtől péntekig 9:00 és 16:00 között). A területet esetenként kulturális rendezvények és autóverseny céljára is használják. 2015-ben az Egyesült Államok Légierejének Észtországban, a közeli Ämari légibázison állomásozó A–10A Thunderbolt II csatarepülőgépei az egyébként használaton kívüli repülőtéren gyakorolták a rossz körülmények közötti leszállást.